# 진산군 (이유령)
진산군 이유령(珍山君 李有齡, 1584년 3월 11일 ~ 1643년)은 한국 조선 시대 중기에 살던 왕족이다. 덕흥대원군의 손자이자, 조선 선조의 큰형 하원군 이정 (河原郡 李鋥)의 일곱째 아들이다. 휘는 유령 (有齡), 자는 덕수 (德叟), 호는 기은 (岐隱)이다.
1584년 3월 11일 한성 서부의 도정궁 (都正宮)에서 태어나, 초수 진산부정 (珍山副正)에 제수되었다. 그 후 성종의 여덟번째 아들인 익양군 이회의 손자이자 단천도정 이수곤(丹川都正 李壽鵾)의 5남 순성군 이길(順城君 李佶)의 양자로 입적되었다가 다시 본가로 돌아왔다. 진산도정 (珍山都正)에 봉해지고, 1615년 9월 27일 품계가 올라가게 되었다. 1636년 (인조 14년) 청나라의 조선 침공으로 인조가 남한산성으로 피난할 무렵, 아우들인 진성군 이해령, 진양군 이담령과 함께 입궐하여 왕의 피난 행렬을 뒤쪽에서 따랐다. 행렬을 따르던 도중 청나라 군대에게 붙잡혔으나, 곧 풀려났다.
침공이 끝난 뒤 여러 공을 인정받아 중의대부 진산군 겸 오위도총부 부총관에 제수되었으며, 1643년 12월 3일 60세의 나이로 숨졌다. 사망 이후, 인조는 이유령에게 '후안부의'를 내리고, 중관 (中關)을 보내 청계동 태안골 축좌에 무덤을 만들어 주었다.

## 가족관계
- 아버지 : 하원군 이정(河原君 李鋥, 1545년 - 1597년)
- 적모 1: 남양군부인 홍씨(南陽郡夫人 洪氏, 1544년 - 1569년), 남양인(南陽人) 영의정 강녕군(江寧君) 홍섬(洪暹, 1504년 - 1585년)의 딸.
  - 이복형 : 당은군 이인령(唐恩君 李引齡, 1562년 - 1615년)
  - 이복형 : 익성군 이향령(益城君 李享齡, 1566년 - 1614년)
  - 이복형 : 영제군 이석령(寧堤君 李錫齡, 1568년 - 1623년), 숙부 하릉군(河陵君)에게 출계.
  - 이복누나 : 이희령(李稀齡, 1563년 - ?년), 행주인(幸州人) 영의정(領議政) 덕평부원군(德平府院君) 기자헌(奇自獻, 1562년 - 1624년)에게 출가.
- 적모 2: 신안군부인 이씨(新安郡夫人 李氏, 1556년 - 1616년), 성주인(星州人) 선전관 증 이조판서 이의로(李義老)의 딸.
- 첩모 1 : 풍천 임씨(豐川 任氏), 풍천인(豐川人) 군자감(軍資監) 첨정(僉正) 임중신(任重臣, 1517년 - 1580년)의 딸.
  - 이복형 : 성해부정 이종령(成海副正 李宗齡, 1573년 - ?년)
  - 이복누나 : 이계령(李繼齡, 1572년 - ?년), 풍산인(豊山人) 사과(司果) 김극가(金克家)에게 출가.
- 첩모 2 : 장월당(長月堂) 수원 백씨(水原 白氏), 수원인(水原人) 생원 백관(白琯)의 딸.
  - 이복형 : 장림도정 이덕령(長臨都正 李德齡, 1575년 - 1638년)
  - 이복누나 : 이경령(李慶齡, 1571년 - ?년), 진주인(晉州人) 현감 강극유(姜克裕)에게 출가.
  - 이복누나 : 이숙령(李淑齡, 1572년 - ?년), 함창인(咸昌人) 찰방(察訪) 김정립(金廷立)에게 출가.
  - 이복누나 : 이영령(李永齡, 1574년 - ?년), 백천인(白川人) 유철(兪轍)에게 출가.
- 첩모 3 : 안산 안씨(安山 安氏), 안산인(安山人).
  - 이복형 : 연성수 이복령(蓮城守 李福齡, 1578년 - 1613년)
- 생모(첩모) : 진산 이씨(珍山 李氏), 진산인(珍山人) 참판 이영의 딸.
  - 동복동생 : 진성군 이해령(珍城君 李海齡, 1595년 - 1655년)
  - 동복동생 : 진양군 이담령(珍陽君 李聃齡, 1598년 - 1662년)
  - 동복누나 : 이옥령(李玉齡, 1583년 - ?년), 의령인(宜寧人) 봉사(奉事) 남영립(南英立)에게 출가.

- 전실 : 현부인 고령신씨(縣夫人 高靈申氏, 1583년 - 1606년), 참의(參議) 고령인(高靈人) 신응주(申應澍)의 딸.
  - 적장남 : 영안군 이수(靈安君 李洙, 1605년 - 1666년)
- 후실 : 현부인 나주나씨(縣夫人 羅州羅氏, 1586년 - 1644년), 참의(參議) 나주인(羅州人) 나회길(羅晦吉)의 딸.
  - 적차남 : 금안수 이염(錦安守 李濂, 1609년 - ?년)
  - 적삼남 : 의안수 이회(義安守 李淮, 1616년 - ?년)
  - 적장녀 : 안동인(安東人) 권황(權亻+晃)에게 출가.
  - 적차녀 : 황주인(黃州人) 변시용(邊是龍)에게 출가.